# Реакція Мукайами
Реакція Мукайами, також відома як альдольна реакція Мукайами — іменна реакція в органічній хімії. Є варіантом альдольної конденсації, в якій роль метиленового компонента грає силільний етер енолу. Реакція відбувається за низьких температур (-78°C) у присутності кислот Льюїса як каталізаторів.Перевагою альдольної реакції Мукайами порівняно з класичною альдольною конденсацією є практична повна відсутність побічних процесів, таких β-елімінування з утворенням α,β-ненасичених сполук, похідних кротону.

## Загальна схема
A racemic mix of enantiomers is built. If Z- or E-enol silanes are used in this reaction a mixture of four products occurs, yielding two racemates.

## Приклади застосування в органічному синтезі
Повний синтез Таксолу (1999) 